# Пересыпки (Конотопский район)
Пересыпки (укр. Пересипки) — село, Путивльская городская община, Конотопский район, Сумская область, Украина.
Код КОАТУУ — 5923882807. Население по переписи 2001 года составляло 92 человека.

## Географическое положение
Село Пересыпки находится на правом берегу реки Сейм, выше по течению на расстоянии в 4,5 км расположено село Чаплищи, ниже по течению на расстоянии в 2 км расположено село Зиново, на противоположном берегу — село Чумаково. Река в этом месте извилистая, образует лиманы, старицы и заболоченные озёра. Рядом проходит автомобильная дорога Т-1908.

## История
На рубеже XVII—XVIII веков в этой местности находилась «деревня на Старом Пересеце».